# Michelle D. Commander
Michelle D. Commander é historiadora e autora, e atua como Diretora Adjunta de Pesquisa e Iniciativas Estratégicas no Schomburg Center for Research in Black Culture. 

## Educação
Commander recebeu seu bacharelado em inglês pela Charleston Southern University e completou um mestrado em Currículo e Instrução na Florida State University antes de concluir um mestrado e doutorado em Estudos Americanos e Etnicidade na University of Southern California.

## Carreira
Antes de ingressar no Lapidus Center, Commander trabalhou como professor associado de Inglês e Estudos Africanos na Universidade do Tennessee. Ela atua como professora da Rare Book School, e é autora da Ms. Magazine.
Commander atuou como curadora consultora e estudiosa literári do período Afrofuturismo do Metropolitan Museum of Art, Before Yesterday We Could Fly, inaugurada em novembro de 2021.  

## Área de estudo
O trabalho de Commander se concentra em escravidão e memória, estudos da diáspora, estudos literários, afrofuturismo e movimentos sociais negros. Suas publicações incluem Afro-Atlantic Flight: Speculative Returns and the Black Fantastic (Duke University Press 2017) e Avidly Reads Passages (NYU Press 2021). Ela é editora de Unsung: Unheralded Narratives of American Slavery & Abolition, uma antologia da história negra que abrange a escravidão transatlântica até a Reconstrução.  Seu foco na mobilidade negra, escravidão, saudade diaspórica e futuros especulativos é evidente em sua influência em Before Yesterday We Could Fly no Metropolitan Museum of Art. 

## Prêmios
Commander é bolsista da Fundação Ford e recebeu uma bolsa Fulbright que financiou ensino e pesquisa em Gana em 2012-2013. 